# San Nicolás del Puerto

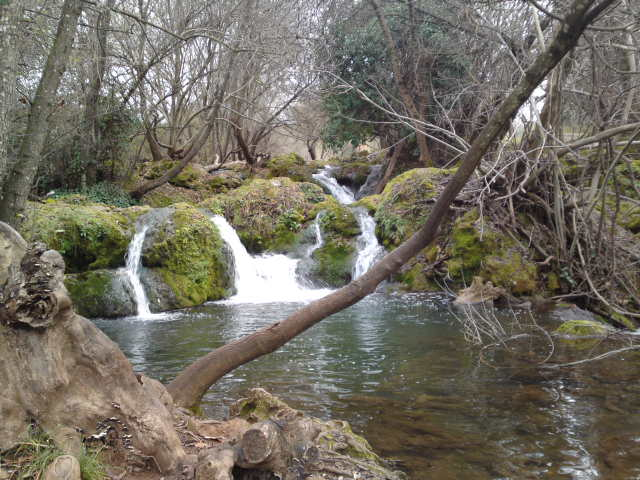
Wasserfälle (cascadas) am Río Huéznar

San Nicolás del Puerto ist eine spanische Gemeinde in der Provinz Sevilla in der Sierra Norte de Sevilla in der Autonomen Gemeinschaft Andalusien.

## Lage und Klima
San Nicolás del Puerto liegt am Fluss Rivera de Huéznar (oder Huesna) in einer Höhe von ca. 590 m. Das Klima ist wegen der Höhe und des Waldreichtums im Winter kalt und im Sommer angenehm kühl; Regen (ca. 600 mm/Jahr) fällt überwiegend im Winterhalbjahr.

## Bevölkerung
| Jahr      | 1857 | 1900  | 1950  | 2000 | 2020 |
| Einwohner | 378  | 2.186 | 1.500 | 679  | 610  |

Der deutliche Rückgang der Einwohnerzahlen seit den 1950er Jahren ist im Wesentlichen auf den Rückgang der Arbeitsplätze in der Landwirtschaft infolge der Mechanisierung zurückzuführen.

## Geschichte
Der Ort hat möglicherweise keltische Ursprünge. In der römischen Antike verlief eine Straße zwischen Sevilla (Hispalis) und Mérida (Emerita Augusta) durch den Ort. Die Mauren suchte in der Gegend nach Silber; außerdem erbauten sie eine Festung (kasbah) aus Stampflehm. Die Rückeroberung (reconquista) des Gebietes unter Ferdinand III. fand um die Mitte des 13. Jahrhunderts statt.

## Sehenswürdigkeiten
- Die einschiffige Iglesia de San Sebastián ist die zentrale Kirche des Ortes; sie stammt aus dem 15./16. Jahrhundert. Das dreiflügelige Altarretabel zeigt ein Bildnis der Muttergottes mit Kind in der Mitte; die aus Azulejo-Kacheln gefertigten Seitenflügel zeigen den hl. Didakus von Alcalá und den hl. Sebastian.[5]
- Im Ort quert eine zweibogige Brücke den Fluss, deren Fundamente noch aus römischer Zeit stammen.

Umgebung
- Die knapp 2 km westlich des Ortes befindlichen Huéznar- oder Huesna-Wasserfälle bilden seit 2001 ein Naturdenkmal von 16.196 m² im Rivera del Huéznar, im Naturpark Sierra Norte de Sevilla.

## Persönlichkeiten
- Didakus von Alcalá (um 1400–1463), Laienbruder der Minoriten, Heiliger (auch bekannt als San Diego)